# Megapnosaurus
Megapnosaurus („velký mrtvý ještěr“) byl rod malého teropodního dinosaura z nadčeledi Coelophysoidea, žijící na území současného Zimbabwe v období spodní jury (asi před 199 až 188 miliony let).

## Historie
Fosilie tohoto teropoda byly objeveny v sedimentech souvrství (svrchní) Elliot na území někdejší Rhodésie (dnes Zimbabwe). Původně byl popsán jako "Syntarsus" rhodesiensis, toto rodové jméno však již bylo dříve použito pro jistého brouka a muselo tedy dojít k přejmenování. V současnosti se někteří paleontologové kloní k názoru, že M. rhodesiensis je ve skutečnosti zástupcem rodu Coelophysis, jako druh Coelophysis rhodesiensis. Jiní se naopak domnívají, že se jednalo o odlišný rod teropoda.

## Popis
Megapnosaurus byl menší štíhlý teropod o délce kolem 3 metrů a odhadované hmotnosti zhruba 32 kilogramů. Na jedné lokalitě bylo objeveno zhruba třicet koster, je tedy možné, že tento teropod byl smečkový lovec. Histologický výzkum fosilních kostí ukázal, že se tito dinosauři dožívali věku kolem 7 let.
V Jižní Africe byly objeveny také drobné otisky stop teropoda, který běžel rychlostí asi 12,5 km/h. Paleontologové se domnívají, že se jednalo o druh Megapnosaurus rhodesiensis.